# 卧龙湖水库 (康平)
卧龙湖水库，原称西泡子水库，位于中华人民共和国辽宁省沈阳市康平县县城西北郊，是一座利用天然水泡改造而成的中型平原水库。水库工程于1957年10月开始兴建，1958年5月竣工。嘴大库容9620万立方米，水深1.5～3.5米，水面面积6670公顷。卧龙湖主要水源有东马莲河、西马莲河、二道河、五四一排水等，年均入库水库6370万立方米。水库通过中央排干向南部的三台子水库补水。卧龙湖是辽宁省具有完整生态系统的湿地之一，栖息有众多珍稀候鸟，已辟为省级自然保护区。